# Những cái hố (tiểu thuyết)
Những cái hố là tiểu thuyết của tác giả Louis Sachar, được xuất bản năm 1998 và đã được Giải thưởng Newbery. Nó còn được chuyển thể thành bộ phim Những cái hố bởi chi nhánh Walt Disney Pictures của hãng Walt Disney. Bộ phim đã thành công lớn, gồm những ngôi sao điện ảnh như Shia LeBeouf, Sigourney Weaver, Jon Voight, và Tim Blake Nelson. Trong năm 2006, Sachar xuất bản những bước đi nhỏ (tiểu thuyết), là cuốn truyện gần giống như tập hai của những cái hố nhưng chỉ nói riêng về nhân vật Armpit, là người bạn của nhân vật chính trong những cái hố, Stanley.

## Cốt truyện
Stanley Yelnats IV là một chàng trai trẻ phải gánh chịu nhiều điều xui xẻo từ ông cố tổ của cậu. Vì ông cố tổ của cậu, tên Stanley Yelnat, đã không giữ lời hứa của mình với một người đàn bà người gypsy (thuộc Ấn Độ tên Madame Zeroni. Tuy không cố tình nhưng ông đã phải gánh chịu lời nguyền không chỉ cho ông mà còn cho những hậu thế của ông đến muôn đời.
Khi một đôi giày của cầu thủ bóng chày nổi tiếng từ đâu rơi trúng Stanley, vì thế cậu bị mọi người nghĩ là ăn cắp cái giày, có giá trị rất cao dùng để bán và sau đó dùng từ thiện cho những người vô gia cư. Vì vậy cậu được chọn vô tù hoặc đi cắm trại ở trại hồ xanh nhưng không hề có cái hồ nào, thay vì vậy giống như một sa mạc. Ở trại hồ xanh cậu và nhiều đứa trẻ, đã từng lầm lỗi khác, đã phải mỗi ngày đào những cái hố rộng, dài 5 feet ở trong một cái hồ đã không có mưa hơn 100 năm. Không có bất cứ lính canh nào để chống những vị thanh niên trong đây để chạy vì không ai có thể thoát ra khỏi sa mạc này mà không cần nước, vì thế chỉ không ai dám chạy cả.
110 năm về trước trại hồ xanh có một cái hồ xanh tươi đẹp và có rất nhiều cây đào trong mùa xuân. Trong một khu phố nọ, một cô giáo trẻ tên là Katherine Barlow đã yêu một chàng trai tên Sam, một người người Mỹ gốc Phi, bán củ hành và đã giúp đỡ Katherine rất nhiều trong việc sửa giúp cô nhiều thứ trong trường đổi lại anh được cây đào từ cô. Charles Walker, là một anh chàng giàu nhất trong phố, rất muốn cưới Katherine, và khi tên Charles tìm ra được mối tình giữa cô và Sam. Hắn đã nổi cơn ghen tị và tìm cách đốt trường và giết Sam. Katherine đến cầu cứu cảnh sát nhưng thật ra hắn của đồng loã với tên Charles. Sau khi cái chết của Sam, từ lúc đó không bao giờ có một giọt mưa nào rớt xuống hồ xanh.
Katherine đã vì hận thù mà trở thành kẻ trộm cướp lừng danh với cái tên nụ hôn Kate Barlow (vì mỗi lần giết ai, cô đều để lại vết son trên mặt họ). Trong 20 năm làm nghề trộm cướp, cô đã cướp tài sản của ông cố tổ Stanley trong khi ông đang đi từ New York sang Texas. Kate đã chôn nó một chỗ nào đó trong cái hồ đã khô cằn. Cuối cùng, Charles Walker để bắt được cô. Họ cố tìm mọi cách để bắt cô nói ra chỗ cô giấu số đồ cô đã cướp. Họ tìm mọi cách như tra tấn, hành hạ... nhưng cô vẫn kiên quyết không tiết lộ và cuối cùng cô bị con thằn lằn độc ở sa mạc cắn và chết trong tiếng cười khinh bỉ.
Từ lúc cô chết, hồ xanh đã trở thành sa mạc khô cằn và do gia đình Walker làm chủ. Cuối cùng đã trở thành trại hồ xanh cho những vị thành viên phạm tội đến đây đào bới để với mục đích giúp con cháu họ Walker có thể tìm thấy kho báu, nhưng những chàng thanh niên này không biết là họ đang thật sự tìm kiếm thứ gì đó.
Tên Warden Walker, là con cháu của tên Charles, hứa rằng bất cứ ai tìm được bất cứ thứ gì đáng ngờ sẽ được một ngày nghỉ. Trong vòng 2 tuần, Stanley đã tìm thấy một cái ống vàng với ký hiệu KB trên nó. Thay vì đưa cho Warden, Stanley đưa cho X-Ray, là chủ nhóm của trong đội của Stanley, vì X-Ray nói không ai xứng đáng được một ngày nghỉ hơn cậu vì cậu ta đã đào 18 tháng mà chưa tìm được gì. Vì vậy mà họ đã đào nhầm hố của X-Ray vì tưởng đó mới là cái hố chứa kho báu.
Stanley đã làm bạn với một chàng trai tên Zero, không biết đọc hay viết, và thường bị mọi người nghĩ là ngu ngốc vì cậu không trả lời bất cứ câu hỏi nào của mọi người. Thật ra chỉ vì cậu không thích trả lời họ. Zero đã thỏa thuận với Stanley, cậu giúp Stanley đào trong vòng 1 tiếng và bù lại Stanley phải dạy cậu cách đọc và viết. Một hộm nọ, họ tìm ra lời thỏa thuận và đã chế giễu Zero vì làm sao cậu có thể học được khi cậu quá ngu.
Zero vì bị sỉ nhục đã chạy đi, và tên Warden xóa hết những tài liệu về cậu để không một ai biết cậu tồn tại. Sau bốn ngày, Stanley vì sốt ruột muốn cứu Zero nên đã trộm chiếc xe tải của ông Sir, có nước ở trong, nhưng đã bị rơi vào hố. Stanley liền hốt hoảng chạy thoát thân, và cố tìm cách tìm Zero. Cậu đi theo hướng có hình ngón tay khổng lồ khi nhìn từ xa (là ngọn núi), nới là ông cố tổ của cậu nói là ngón tay của Chúa đã giúp ông thoát chết trong khi bị kẹt 14 ngày trong sa mạc. Stanley vì không còn đường nào khác nền đành thử. Trên đường đi cậu tìm thấy Zero trong một con tàu từ 110 năm trước với cái tên Sam khắc trên nó bởi "Mary Lou". Zero đã giống sót vì uống những chai nước đào của Katherine. Cả hai quyết định cuộc hành trình đến ngọn núi, họ đã vô tình tìm ra chỗ trồng cây củ hành của Sam. Stanley và Zero nhờ có củ hành mà sống sót, Zero đã tiết lộ chính cậu là người đã trộm đôi vớ và quang nó đi làm liên lụy tới Stanley. Họ quyết định sống cuộc đời phiêu bạt nên họ với có chút đỉnh tài sản nên họ quay lại một cách âm thầm nhằm đào lấy kho báu mà Kate đã giấu.
Sau khi đào khoảng nửa đêm, Stanley và Zero tìm thấy một cái hòm, ở dưới và một cái tổ của những con thằn lằn sa mạc cực độc. Tên Warden tìm thấy họ và cố gắng lấy cái hòm từ họ. Tên Warden nói vì cái hòm này cô và gia đình cô bị ông nội bắt đào bới ròng rã mấy chục năm nhưng vẫn không tìm thấy nên cô đã tìm cách tạo cái trại này nhằm mục đích để giúp cô tìm kiếm cái hòm.
Sau đó, luật sư của Stanley, Ms. Morengo, đến và báo rằng Stanley vô tội vì họ đã tìm ra nhân chứng xác thật. Tên Warden đã cố lấy cái hòm và nói rằng cái này thuộc quyền sở hữu của cô nhưng Zero chỉ ra cái hòm có khắc tên "Stanley Yelnat" (cái hòm này là của ông cố tổ của Stanley). Nữ cướp Kate đã dùng hòm của ông cố tổ Stanley để làm vật chứa đồ cướp. Zero được đi cùng với Stanley luôn vì họ không thể tìm thấy ra thông tin về Zero. Tòa án ra lệnh đóng cửa trại và Warden phải bán khu đất đó để lấy tiền. Sau này, khu đất này thì khu cắm trại cho nữ sinh.
Khi Stanley và gia đình cậu mở được cái hòm, Stanley khám phá ra cái hòm chứa nhiều đồ có giá trị nên gia đình Stanley bỗng nhiên này triệu phú.
Đến khúc cuối, sự may mắn của Stanley đã nói nên, Zero là chút (chút là con của chắt) của Madame Zeroni và vì Stanley đã cõng cậu lên ngọn núi và hát bài hát mà ông cố tổ của cậu hứa sẽ hát cho Madame Zeroni vì vậy mà lợi nguyền đã được hủy bỏ. Zero tìm thấy lại được mẹ mình sau nhiều năm thất lạc và bố của Stanley trở thành nổi tiếng vì đã chế tạo ra thuốc chữa cho bệnh hôi chân. Tuy số phận đã không được tốt cho Stanley nhưng cậu đã vượt lên sự đau khổ và cuối cùng gặt hái lấy hạnh phúc của mình, gia đình và bạn bè mà cậu quen được trong trại hồ xanh và dĩ nhiên người bạn thân nhất là Zero.